# Прапор ранкової зірки
Прапор Ранкової зірки (індонез. Bendera Bintang Kejora, нід. Morgenstervlag) — прапор, який використовувався на території Нідерландської Нової Гвінеї як доповнення до прапора Нідерландів. Вперше він був піднятий 1 грудня 1961 року до того, як територія перейшла під управління Тимчасового виконавчого органу ООН (UNTEA) 1 жовтня 1962 року.
Прапор використовується Організацією вільного Папуа та іншими прихильниками незалежності. Відповідно до Закону про спеціальну автономію Папуа, ратифікованого в 2002 році, прапор може бути піднятий у Західній Новій Гвінеї (Західне Папуа) за умови, що прапор Індонезії також буде піднятий і він буде вищим за прапор Ранкової зірки.
Прапор складається з червоної вертикальної смуги з білою п'ятипроменевою зіркою в центрі та тринадцяти горизонтальних смуг, що чергуються синьо-білими, з семи синіх і шести білих смуг. Сім синіх смуг представляють сім звичайних територій регіону.

## Історія
Після територіальних виборів у лютому 1961 року члени Ради Нової Гвінеї, представницького органу, що складається з 28 членів, були приведені до присяги губернатором доктором П. Дж. Платтелом. На інавгурації ради 5 квітня 1961 року були присутні представники Австралії, Франції, Нідерландів, Нової Зеландії, Сполученого Королівства та інших країн Тихоокеанського форуму, за винятком Сполучених Штатів. Рада призначила Національний комітет для розробки маніфесту, що висловлює прагнення до незалежності, а також для розробки прапора та гімну, які б відповідали цьому прагненню. Дизайн прапора приписують Ніколасу Жуве. Повний склад Ради Нової Гвінеї схвалив ці дії 30 жовтня 1961 року, а перший прапор Ранкової зірки було вручено губернатору Платтілу 31 жовтня 1961 року. Влада Нідерландів не прийняла найменування прапора, визнавши його територіальним прапором (landsvlag), а не національним.
Прапор був офіційно затверджений указом губернатора Нідерландів Нової Гвінеї від 18 листопада 1961 року № 362, опублікованим у Gouvernementsblad van Nederlands-Nieuw-Guinea 1961 № 68.
Церемонія інавгурації відбулася 1 грудня 1961 року, коли прапор вперше офіційно підняли біля будівлі ради в присутності губернатора разом із голландським прапором.

## Сучасне використання
1 липня 1971 року в Маркас-Вікторія (штаб-квартира Вікторії) у Західному Папуа бригадний генерал Сет Джафет Румкорем, лідер войовничого руху за незалежність Вільний рух Папуа (індонез. Organisasi Papua Merdeka; OPM), в односторонньому порядку проголосив Папуа-Барат або Західне Папуа незалежною демократичною республікою. Державним прапором було оголошено прапор Ранкової зірки.
Морнінг Зірку використовують рухи за незалежність Папуа та прихильники по всьому світу. Спеціальні церемонії відбуваються 1 грудня кожного року на честь першого підняття прапора в 1961 році. Влада Індонезії розглядає прапор Ранкової зірки як підтримку незалежності, що кидає виклик суверенітету Індонезії.

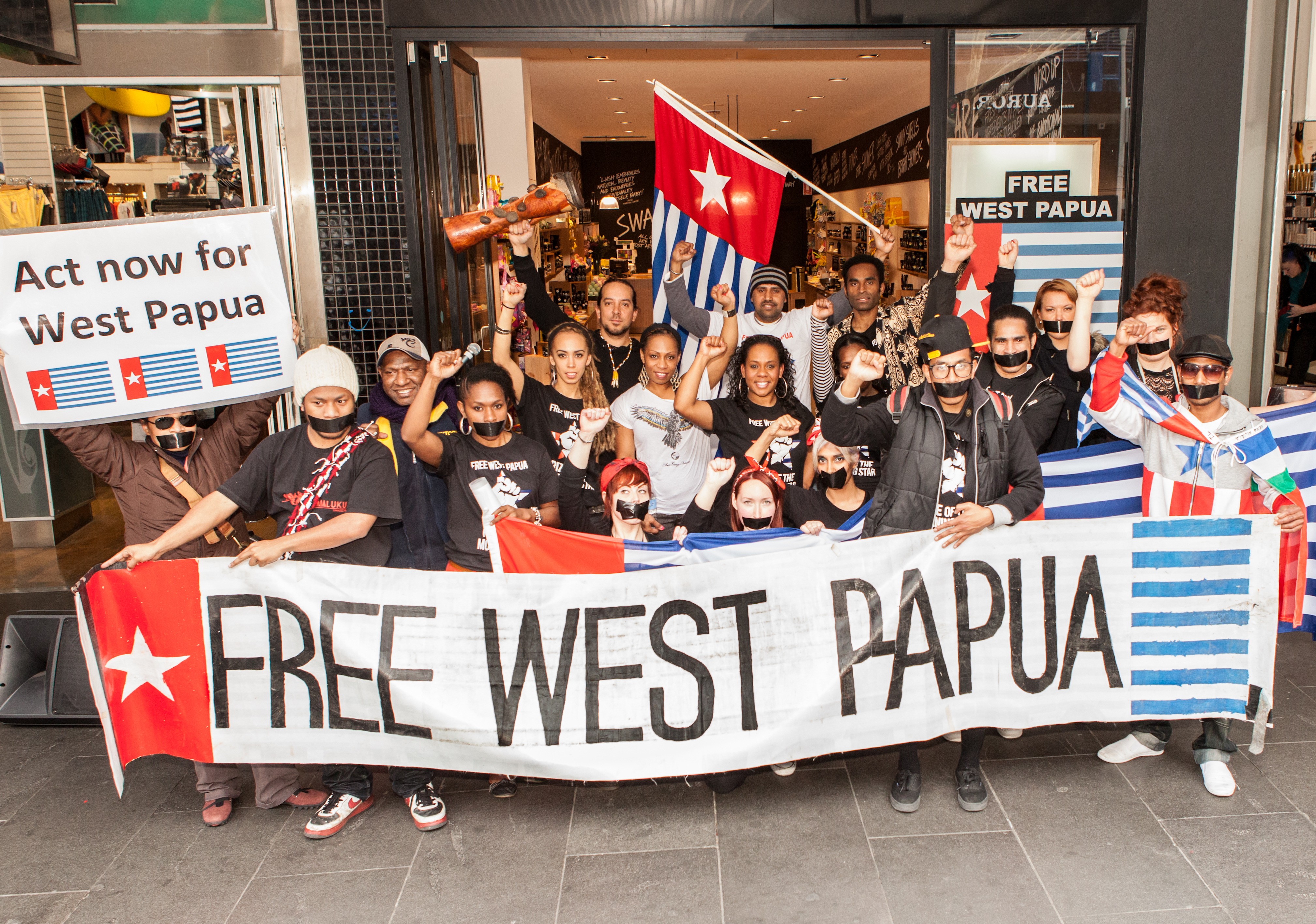
Протест під прапором Західного Папуа, Мельбурн, серпень 2012 р

Двоє папуасів, Філеп Карма і Юсак Пакаге, були засуджені до 15 і 10 років позбавлення волі за підняття прапора в Джаяпурі в 2004 році. Пакаге був звільнений у 2010 році, відсидівши п'ять років терміну. Карма був звільнений у листопаді 2015 року і нібито зазнав насильства з боку тюремної адміністрації під час свого ув'язнення. Amnesty International вважала обох чоловіків в'язнями сумління і визнала справу Карми «пріоритетною справою» 2011 року. Під час святкування Дня папуаського прапора в 2019 році невідома кількість людей була заарештована за планування або проведення святкування Дня папуаського прапора, джерела повідомляють про цифри від 34 до понад 100 арештованих. Багато місцевих органів влади в Папуа заборонили будь-які заходи, присвячені ювілею.

## Подальше читання
- Peter D. King, West Papua & Indonesia Since Suharto: Independence, Autonomy, or Chaos (ISBN 0-86840-676-7), p. 31–32
- Richard Chauvel, Centre of Southeast Asian Studies Working Papers — Working Paper 121: Essays on West Papua, Vol. 2